# Salmo 83
Il salmo 83 (82 secondo la numerazione greca) costituisce l'ottantatreesimo capitolo del Libro dei salmi.